# Anaís Méndez
Anaís Méndez (Tumbatú, 28 gennaio 2000) è un'atleta paralimpica ecuadoriana specializzata nel getto del peso e classificata F20 a causa di una disabilità intellettiva.

## Biografia
Inizia a praticare l'atletica leggera all'età di quindici anni e nel 2019 partecipa alla sua prima importante manifestazione internazionale, i Giochi parapanamericani di Lima, dove conquista la medaglia d'argento nel getto del peso F20. Lo stesso anno si classifica nona nella medesima disciplina ai campionati mondiali paralimpici di Dubai.
Nel 2021 prende parte ai Giochi paralimpici di Tokyo, dove si classifica terza nel getto del peso F20, gara vinta dalla sorella Poleth Méndes, vincendo la prima medaglia di bronzo per l'Ecuador della storia delle Paralimpiadi.

## Palmarès
| Anno | Manifestazione          | Sede  | Evento             | Risultato | Prestazione | Note |
| ---- | ----------------------- | ----- | ------------------ | --------- | ----------- | ---- |
| 2019 | Giochi parapanamericani | Lima  | Getto del peso F20 | Argento   | 11,89 m     |      |
| 2019 | Mondiali paralimpici    | Dubai | Getto del peso F20 | 9ª        | 11,56 m     |      |
| 2021 | Giochi paralimpici      | Tokyo | Getto del peso F20 | Bronzo    | 14,06 m     |      |